# Rhitymna pseudokumanga
Rhitymna pseudokumanga là một loài nhện trong họ Sparassidae.
Loài này thuộc chi Rhitymna. Rhitymna pseudokumanga được Alberto Barrion & James A. Litsinger miêu tả năm 1995.